# Henry Campbell-Bannerman
Henry Campbell-Bannerman (7. září 1836 – 22. duben 1908) byl britský státník, člen Liberální strany a premiér.

## Mládí
Narodil se jako druhý nejstarší syn Jamese Campbella a jeho ženy Janet v Glasgowě. Původní příjmení si doplnil na základě podmínek dědictví po strýci z matčiny strany, který vlastnil panství Hunton Court v Kentu.
Studoval na střední škole v Glasgowě později krátce na Glasgowské univerzitě a studium ukončil na Trinity College v Cambridgi. Po studiu se zapojil do činnosti rodinné společnosti, která provozovala velkoobchod a soukenictví. Roku 1860 se oženil se Sarah Charlote Bruceovou.

## Politická kariéra
Roku 1868 byl zvolen poslancem Dolní sněmovny za liberály v obvodu Stirling Burghs. Poté, co zastával několik méně významných funkcí, se stal roku 1884 ve druhé Gladstoneho vládě správcem Irska. Ve třetí a čtvrté Gladstoneho vládě zastával pozici ministra války.
Roku 1898 se stal vůdcem liberálů v dolní komoře parlamentu. Búrská válka rozdělila Liberální stranu na dva tábory a Bannerman musel vynaložit velké úsilí na udržení smíru uvnitř strany, která ve volbách roku 1900 utrpěla porážku. Nicméně ke sjednocení strany přispěl zákon o vzdělání a především odpor proti Chamberlainovu návrhu reformy daní, který byl silně protekcionistický a vedl by k omezení volného trhu.
Po rezignaci Arthura Balfoura na pozici premiéra sestavil menšinovou vládu, rozpustil ihned parlament a vyhlásil nové volby. V nich liberálové zvítězili.

## Premiér
V době, kdy byl premiérem, byla podepsána roku 1907 dohoda s Ruskem, kterou dojednával ministr zahraničí Edward Grey.
Jeho zdraví se ale zhoršovalo, 3. dubna 1908 rezignoval a jeho nástupcem se stal ministr financí H. H. Asquith. Bannerman setrval v Downing Street i po své rezignaci a je jediným předsedou vlády, který zde (22. dubna) zemřel. Byl pochován na hřbitově u kostela Meigle poblíž Belmontského hradu.